# به ماشین خوش‌آمدی
«به ماشین خوش‌آمدی» (به انگلیسی: Welcome to the Machine) نام یکی از ترانه‌های پینک فلوید از آلبوم کاش این‌جا بودی است که در سال ۱۹۷۵ منتشر شد.
شعر و آهنگ آن نوشته و ساختهٔ راجر واترز است که به نقد حرص و طمع موجود در صنعت موسیقی و جامعه صنعتی و ماشینی می‌پردازد. در این آهنگ گیلمور به خوانندگی می‌پردازد.

## دست‌اندرکاران
- راجر واترز - گیتار بیس، همخوان، سینث‌سایزر
- دیوید گیلمور - آکوستیک گیتار ۱۲ و ۶سیمی، خوانندگی
- نیک میسن - سنج، تیمپانی
- ریچارد رایت - سینث‌سایزر